# Kassenzahnärztliche Vereinigung Sachsen-Anhalt
| Kassenzahnärztliche Vereinigung Sachsen-Anhalt           |                                                               |
| Logo der Kassenzahnärztlichen Vereinigung Sachsen-Anhalt |                                                               |
| Kurzform                                                 | KZV LSA                                                       |
| Bundesland                                               | Sachsen-Anhalt                                                |
| Organisation                                             | Zahnärztliche Selbstverwaltung                                |
| Rechtsform                                               | Körperschaft des öffentlichen Rechts (Deutschland)            |
| Aufsichtsbehörde                                         | Ministerium für Arbeit und Soziales des Landes Sachsen-Anhalt |
| Gründung                                                 | 28. Juni 1991                                                 |
| Verwaltungssitz                                          | Doctor-Eisenbart-Ring 1, 39120 Magdeburg                      |
| Vorstand                                                 | Jochen Schmidt, Vorsitzender                                  |
| Mitglieder                                               | 1.420 (Stand 30.06.2025)                                      |
| Homepage                                                 | www.kzv-lsa.de                                                |

Die Kassenzahnärztliche Vereinigung Sachsen-Anhalt (KZV LSA) wurde am 28. Juni 1991 als Körperschaft des öffentlichen Rechts (Deutschland) (K.d.ö.R.) in Magdeburg gegründet. Sie ist der gesetzliche Zusammenschluss der im Land Sachsen-Anhalt an der vertragszahnärztlichen Versorgung teilnehmenden Zahnärzte. Ihre Aufgaben resultieren aus den gesetzlichen Aufträgen im Vierten Kapitel des Fünften Buches Sozialgesetzbuch (SGB V). Ihr obliegt die Sicherstellung der flächendeckenden zahnärztlichen Versorgung der gesetzlich versicherten Bevölkerung in Sachsen-Anhalt gemäß § 75 SGB V sowie die Vertretung der Rechte der Vertragszahnärzte gegenüber den Krankenkassen.
Die KZV Sachsen-Anhalt ist eine von 17 Landes-KZVen, die Mitglied der Kassenzahnärztlichen Bundesvereinigung (KZBV) sind.

## Mitglieder
Mitglieder der KZV Sachsen-Anhalt sind zugelassene Vertragszahnärzte in Voll- oder Teilzulassung sowie angestellte Zahnärzte in Zahnarztpraxen (gem. § 32b Zahnärzte-ZV) und in zur vertragszahnärztlichen Versorgung zugelassenen Einrichtungen. Die Mitglieder sind zur Teilnahme an der vertragszahnärztlichen Versorgung berechtigt und verpflichtet.
| Mitglieder der KZV Sachsen-Anhalt (Stand: 30.06.2025) | Mitglieder der KZV Sachsen-Anhalt (Stand: 30.06.2025) |
| ----------------------------------------------------- | ----------------------------------------------------- |
| Zugelassene Vertragszahnärzte                         | 1.153 (1.110 Zahnärzte, 43 Kieferorthopäden)          |
| Angestellte Zahnärzte                                 | 265 (davon im MVZ tätig: 27)                          |
| Ermächtige Zahnärzte in Krankenhäusern                | 2                                                     |
| Gesamt                                                | 1.420                                                 |

## Träger der öffentlich-rechtlichen Selbstverwaltung
Leitgedanke öffentlich-rechtlicher Selbstverwaltungen ist die Wahrnehmung staatlicher Aufgaben in gesetzlich geregelten Strukturen durch organisierte und verfasste Berufsstände. In der Regel sind dies Aufgaben, die wegen ihrer Besonderheit staatlichem Handeln traditionell nicht innewohnen, aber wegen ihrer Bedeutung für das Gemeinwohl der Aufsicht des Staates unterliegen.
Die KZV Sachsen-Anhalt ist an die Vorgaben des fünften Sozialgesetzbuches (SGB V) gebunden. Sie untersteht der Rechtsaufsicht des Ministeriums für Arbeit und Soziales des Landes Sachsen-Anhalt.

## Aufgaben
Die Aufgaben der KZV Sachsen-Anhalt resultieren aus gesetzlichen Aufträgen im Vierten Kapitel des Sozialgesetzbuches V (SGB V).

### Sicherstellung
Die KZV hat die vertragszahnärztliche Versorgung sicherzustellen (§ 75 SGB V) und den Krankenkassen und ihren Verbänden gegenüber die Gewähr dafür zu übernehmen, dass die vertragszahnärztliche Versorgung den gesetzlichen und vertraglichen Erfordernissen entspricht.

### Interessensvertretung
Erfüllung der berufspolitischen Interessensvertretung für die über 1.600 Vertragszahnärzte in Sachsen-Anhalt gegenüber der Öffentlichkeit, der staatlichen Aufsichtsbehörden, den Krankenkassen und weiteren Akteuren im Gesundheitswesen.

### Beratung und Ansprechpartner für Zahnärzte und Politik
Die KZV Sachsen-Anhalt berät die Zahnärzteschaft in allen Fragen der vertragszahnärztlichen Tätigkeit. Dabei reicht das Spektrum von Fragen zur Abrechnung bis hin zur Zulassung. Weiterhin werden Behörden und der Gesetzgeber in allen Fragen vertragszahnärztlicher Gesundheitspolitik beraten. Dazu gehören etwa Stellungnahmen zu Gesetzesvorhaben, Vorschläge zur Verbesserung der Gesundheitsversorgung und die Erarbeitung politischer Zielsetzungen.

### Abrechnung und Prüfung
In der KZV Sachsen-Anhalt werden die Abrechnungen der von den Vertragszahnärzten erbrachten zahnärztlichen Leistungen gesammelt erfasst, umfassend auf Richtigkeit geprüft und dann mittels elektronischem Datenträgeraustausch an die Abrechnungsstellen der Krankenkassen weitergeleitet. Dabei werden die vertragszahnärztlichen Abrechnungen auf sachliche und rechnerische Richtigkeit geprüft und die Einhaltung der Pflichten der Vertragszahnärzte im Rahmen ihrer vertragszahnärztlichen Tätigkeit kontrolliert. Gegebenenfalls kann eine Richtigstellung einer Abrechnung erfolgen. So wird die Einhaltung gesetzlicher und vertraglicher Vorschriften gegenüber dem Staat gewährleistet.

### Vertrags- und Honorarverhandlungen
Die Vergütungen der an der vertragszahnärztlichen Versorgung teilnehmenden Zahnärzte und Einrichtungen werden von den Landesverbänden der Krankenkassen und den Ersatzkassen mit den Kassenzahnärztlichen Vereinigungen durch Gesamtverträge geregelt.
Die Kassenzahnärztliche Vereinigung verteilt die vereinbarten Gesamtvergütungen. Bei der Verteilung wendet sie einen Verteilungsmaßstab an, der im Benehmen mit den Landesverbänden der Krankenkassen und den Ersatzkassen festgesetzt wird.

### Telematik
In der KZV Sachsen-Anhalt werden seit dem Jahr 2017 sämtliche Abläufe für die Telematikinfrastruktur – von Anforderungen bis Zahnarztausweis – für die Vertragszahnärzteschaft in Sachsen-Anhalt organisiert.
Bei den Anwendungen der eGK und den Refinanzierungsansprüchen wird die Einhaltung gesetzlicher und vertraglicher Vorschriften gegenüber dem Staat gewährleistet.

### Fortbildung
Vertragszahnärzte sind verpflichtet, sich in dem Umfang fachlich fortzubilden, wie es zur Erhaltung und Fortentwicklung der zu seiner Berufsausübung in der vertragsärztlichen Versorgung erforderlichen Fachkenntnisse notwendig ist. Die Fortbildungsinhalte müssen dem aktuellen Stand der wissenschaftlichen Erkenntnisse auf dem Gebiet der Zahnmedizin entsprechen.
Ein Vertragszahnarzt hat alle fünf Jahre gegenüber der Kassenzahnärztlichen Vereinigung den Nachweis zu erbringen, dass er in dem zurückliegenden Fünfjahreszeitraum seiner Fortbildungspflicht nachgekommen ist. Der Nachweis über die Fortbildung kann durch Fortbildungszertifikate erbracht werden, (geregelt über § 95d SGB V).

### Qualitätssicherung und Qualitätsmanagement
Die Arbeit der KZV Sachsen-Anhalt umfasst ein zahnärztliches Gutachterwesen und eine prothetische Zweitmeinungsberatung, die die Versorgungs- und Behandlungsqualität sichern und fördern sollen.
Nach § 135 SGB V ist für jede vertragszahnärztliche Praxis gesetzlich vorgeschrieben, ein einrichtungsinternes Qualitätsmanagement-System vorzuhalten, das die Anforderungen der QM-Richtlinie des Gemeinsamen Bundesausschusses (G-BA) erfüllt. Das Vorhandensein eines solchen QM-Systems wird durch die KZV Sachsen-Anhalt kontrolliert. Dabei werden stichprobenhaft jedes Jahr zwei Prozent aller vertragszahnärztlichen Praxen kontrolliert.

### Zweitmeinungsberatung Prothetik
Als Beratungsangebot wird den Patienten von der KZV Sachsen-Anhalt in Kooperation mit der Verbraucherzentrale Sachsen-Anhalt eine Zweitmeinungsberatung zur prothetischen Versorgung angeboten.

### Öffentlichkeitsarbeit
Die KZV Sachsen-Anhalt gibt in Zusammenarbeit mit der Zahnärztekammer Sachsen-Anhalt das monatlich erscheinende Mitteilungsblatt Zahnärztliche Nachrichten (zn) heraus. In ihm werden Berichte über die Tätigkeit der Gremien der berufsständischen Selbstverwaltung veröffentlicht und gesundheitspolitische Ereignisse und Aktivitäten in den Kreisstellen dargelegt. Das Blatt informiert über Termine von Fortbildungsveranstaltungen der Zahnärztekammer und der KZV Sachsen-Anhalt und soll den Meinungs- und Erfahrungsaustausch zwischen den Zahnärzten des Landes unterstützen. Regelmäßig werden Fortbildungsbeiträge veröffentlicht. Das Blatt wird an alle Mitglieder von Zahnärztekammer und KZV Sachsen-Anhalt versandt.
Darüber hinaus gibt die KZV Sachsen-Anhalt zusammen mit den Landeszahnärztekammern der Länder Brandenburg, Mecklenburg-Vorpommern, Sachsen, Sachsen-Anhalt und Thüringen die Patientenzeitschrift ZahnRat heraus. Die Zeitschrift gibt Informationen über zahnmedizinische Behandlungen und informiert über Themen der Mund- und Zahngesundheit. Die Zeitschrift erscheint mit einer Auflage von 57.000 Exemplaren und wird über die Zahnarztpraxen der Herausgeberländer verbreitet.

### Rundschreiben
Die Rundschreiben sind das offizielle Mitteilungsorgan der Kassenzahnärztlichen Vereinigung. Sie enthalten wichtige Neuerungen und Bestimmungen unter anderem zu den folgenden Punkten:
- Abrechnung vertragszahnärztlicher Leistungen
- vertragszahnärztlich relevante Rechtsfragen
- Seminartermine der KZV Sachsen-Anhalt
- Änderungen bei den Krankenkassen
- Hinweise zu den PVS und den Abrechnungsmodulen
- Aktualisierungen für das Handbuch der KZV Sachsen-Anhalt

### Notdienst
Gemäß § 75 SGB V Abs. 1, S. 2 ist die KZV Sachsen-Anhalt für die Sicherstellung eines umfassenden Notdienstes in sprechstundenfreien Zeiten verantwortlich. Zur Umsetzung dieser gesetzlichen Verpflichtung wurde ein öffentlich-rechtlicher Vertrag zwischen der KZV Sachsen-Anhalt und der Zahnärztekammer Sachsen-Anhalt geschlossen, in welchem die Organisation des Notdienstes im vertragszahnärztlichen Bereich auf die Zahnärztekammer übertragen wurde. Diese bedient sich zur Erfüllung der Aufgaben unter anderem der Kreisstellen. Somit sind sowohl die KZV Sachsen-Anhalt als auch die Zahnärztekammer Sachsen-Anhalt als Vertragspartner für die Notdienstversorgung verantwortlich.

## Organisation und Verwaltung

Verwaltungssitz der KZV Sachsen-Anhalt in Magdeburg

Die KZV Sachsen-Anhalt setzt ihre Aufgaben und Funktionen in professioneller Verwaltung um.
Ihren Verwaltungssitz hat die KZV in Magdeburg. Organisatorisch ist sie untergliedert in die Abteilungen Abrechnung, EDV, Finanzen, Recht und allgemeine Verwaltung.
Geführt wird die KZV Sachsen-Anhalt von einem hauptamtlichen Vorstand (Vorsitzender und Stellvertretender Vorsitzender), der durch die Vertreterversammlung der KZV Sachsen-Anhalt gewählt wird. Der Vorstand bedient sich zur Erfüllung seiner Aufgaben der Geschäftsführung der KZV.

## Organe
Organe der KZV Sachsen-Anhalt sind die Vertreterversammlung und der hauptamtliche Vorstand.

### Vertreterversammlung
Die Vertreterversammlung ist das oberste Beschlussorgan der KZV Sachsen-Anhalt. Sie besteht aus 30 ehrenamtlichen Mitgliedern, die seit 2005 mit Inkrafttreten des GKV-Modernisierungsgesetzes alle sechs Jahre neu von der Vertragszahnärzteschaft in Sachsen-Anhalt gewählt werden. Die Wahlen erfolgen nach den Grundsätzen der Verhältniswahl. Die 2017 begonnene Legislaturperiode ist die siebente Legislaturperiode der KZV Sachsen-Anhalt.
Die Vertreterversammlung trifft alle Entscheidungen, die für die KZV Sachsen-Anhalt von grundsätzlicher Bedeutung sind. Sie wählt den Vorstand der KZV und die Mitglieder der gesetzlichen Ausschüsse. Ihr obliegt die Festsetzung des jährlichen Haushalts, die Regelung des Mitgliederbeitrags und die Abnahme des Jahresabschlusses. Die Vertreterversammlung ist Satzungsgeber und regelt die Wahlordnung der KZV Sachsen-Anhalt.

### Vorstand
Die Vertreterversammlung wählt in getrennten Wahlgängen aus ihrer Mitte mit der Mehrheit der abgegebenen Stimmen ihren Vorsitzenden und einen Stellvertreter. In der Vorstandstätigkeit können Zahnärzte eine zahnärztliche Nebentätigkeit in begrenztem Umfang weiterhin ausüben.
Der Vorstand führt die Geschäfte der KZV Sachsen-Anhalt und vertritt sie gerichtlich und außergerichtlich. Der Vorstand bedient sich bei der Erfüllung seiner Aufgaben einer Verwaltung, die eine Verwaltungsdirektion nach Weisung des Vorstandes führt.
Der Vorsitzende des Vorstandes der Kassenzahnärztlichen Vereinigung Sachsen-Anhalt ist in der laufenden Amtsperiode der Zahnarzt Jochen Schmidt aus Dessau-Roßlau.
| Amtszeit                 | Name           |
| ------------------------ | -------------- |
| 1. Amtsperiode 1991–1994 | Hans Hünecke   |
| 2. Amtsperiode 1995–1998 | Hans Hünecke   |
| 3. Amtsperiode 1999–2002 | Hans Hünecke   |
| 4. Amtsperiode 2003–2004 | Dieter Hanisch |
| 5. Amtsperiode 2005–2010 | Dieter Hanisch |
| 6. Amtsperiode 2011–2016 | Dieter Hanisch |
| 7. Amtsperiode 2017–2022 | Jochen Schmidt |
| 8. Amtsperiode ab 2023   | Jochen Schmidt |

## Geschichte
- Die Eintragung einer „Kassenzahnärztlichen Vereinigung Magdeburg e. V.“ in das Vereinsregister beim Kreisgericht Magdeburg erfolgte am 14. Juni 1990.
- Die konstituierende Sitzung der KZV Sachsen-Anhalt als Körperschaft des öffentlichen Rechts fand am 28. Juni 1991 mit 41 Delegierten statt.
- Die erste Geschäftsstelle der KZV in der Gellertstraße in Magdeburg war aus der alten Abrechnungsstelle der im Bezirk Magdeburg privat niedergelassenen Zahnärzte hervorgegangen. In vier Räumen mit einer Fläche von insgesamt 50 Quadratmetern waren am 31. Dezember 1990 zunächst nur drei Mitarbeiter tätig. Am 4. April 1991 konnte die kleine Geschäftsstelle der KZV zum Kaiser-Otto-Ring 6 in Magdeburg umziehen. Dort standen zunächst fünf große und zwei kleine Räume zur Verfügung; Ende 1991 wurde die genutzte Fläche auf 1.120 Quadratmeter vergrößert. Allerdings musste man sich das Haus noch mit dem Arbeitsgericht teilen, so dass mit steigenden Anforderungen an die KZV auch hier die Räume langsam zu knapp wurden. So blieb auch das Haus im Kaiser-Otto-Ring nur eine Übergangslösung.
- Bereits im Herbst 1991 zeigte sich auch der marode Zustand des Gebäudes Kaiser-Otto-Ring. Als schließlich in der Geschäftsstelle zwei Quadratmeter Putz von einer Zimmerdecke fielen, beantragte der Vorstand bei der Aufsichtsbehörde den Erwerb eines Grundstücks für den Neubau eines Verwaltungsgebäudes mit geplanten 3.500 Quadratmetern Nutzfläche. Durch Beschluss der Vertreterversammlung vom 28. November 1992, dass die Vertragszahnärzte des Landes den Hausbau finanzieren werden, war die Voraussetzung gegeben, die Planung des Gebäudes vorzunehmen und den Erwerb eines Grundstückes von 12.500 Quadratmetern am südlichen Stadtrand von Magdeburg zu sichern. Am 12. Januar 1994 erfolgte die Grundsteinlegung. Am 23. Dezember 1994 konnte die Verwaltung in das neue Verwaltungsgebäude einziehen.[5]